# Otto Nerz
Otto Nerz (21 d'octubre de 1892 - 19 d'abril de 1949) fou un futbolista i entrenador de futbol alemany que va dirigir la selecció alemanya entre 1923 i 1936, i a la Copa del Món de futbol 1934.

## Biografia
Nerz va néixer a Hechingen, província de Hohenzollern, fill d'un botiguer de cordes. El 1910 es va graduar de l'escola de formació de professors com (a 18 anys) aleshores el professor més jove de l'escola primària de Baden. Es va oferir voluntari per servir a l'exèrcit alemany a la Primera Guerra Mundial, fins que després de ser ferit l'any 1916 al front oriental de Galítsia i invalidat com a vicesergent a la reserva. El 1919 es va graduar com a professor de gimnàstica i esports a la Badische Landsturnanstalt. El 1922 va ingressar a la Universitat Alemanya d'Educació Física a Berlín, on va fer classes juntament amb els estudis. El seu interès pel tractament de les lesions esportives el va portar també a entrar a la professió mèdica, qualificant-se com a metge el 1934.
Nerz va jugar com a amateur al VfR Mannheim i al Tennis Borussia Berlin abans de ser nomenat primer entrenador i seleccionador nacional d'Alemanya el 1923. Aleshores, el futbol no era un esport important a Alemanya, i es considerava que el futbol alemany era considerablement inferior al jugat per altres països d'Europa central com Àustria, Hongria, Txecoslovàquia i Itàlia. No obstant això, sota Nerz, l'equip, considerat inicialment un dels més febles d'Europa, va desenvolupar gradualment una certa coherència cap a finals de la dècada de 1920 i principis de la dècada de 1930. Nerz va estudiar molts partits de lliga i copa a Anglaterra, així com a Àustria i Itàlia, i va demanar assessorament sobre tàctiques i entrenadors d'entrenadors internacionalment respectats com Jimmy Hogan, Hugo Meisl i Vittorio Pozzo en una recerca per millorar els estàndards de l'equip nacional alemany.
Alemanya es va negar a participar en la Copa del Món inaugural l'any 1930 a l'Uruguai, però en el moment del següent torneig de 1934, celebrat a Itàlia, Alemanya s'havia convertit en un equip fort per als estàndards europeus. En l'esdeveniment, Nerz va guiar Alemanya a les victòries sobre Bèlgica i Suècia; una derrota a les semifinals davant Txecoslovàquia va ser seguida d'una victòria sobre els austríacs fins ara molt desitjats per assegurar-se el tercer lloc. Aquesta seria la millor actuació internacional d'Alemanya fins a la Copa del Món de 1954, i va donar un gran impuls a la popularitat de l'esport a Alemanya.
Nerz s'havia unit al Partit Nazi relativament aviat, abans que Adolf Hitler prengués el poder el 1933; el darrer any es va unir a les SA, en les quals va ascendir al grau d'Obersturmbannführer al final de la Segona Guerra Mundial. Això, combinat amb el seu èxit a la Copa del Món, va fer que el govern alemany posà una gran expectació en l'equip de Nerz per als Jocs Olímpics d'estiu de 1936 a Berlín, dels quals va ser entrenador de l'equip. No obstant això, Alemanya va ser eliminada al començament del torneig després d'una derrota impactant contra els estrangers de Noruega. Poc després, Nerz va ser rellevat de les seves funcions com a entrenador i substituït per l'entrenador ajudant Sepp Herberger.
Després del seu acomiadament de la selecció alemanya, Nerz va ocupar un càrrec administratiu i tècnic a l'associació de futbol de Berlín. El 1936 va ser professor de l'Acadèmia del Reich per a l'exercici físic i el 1938 va ser nomenat per Hitler com a professor de filosofia a la Universitat de Berlín. Durant la Segona Guerra Mundial va ser enviat a un hospital militar, Reserve-Lazarett 21 a Berlín-Britz. El desembre de 1944 va introduir règims d'exercici diari per als pacients de l'hospital militar.
A causa de la seva pertinença al Partit Nazi, va ser arrestat com a presoner de guerra pels britànics després de la batalla de Berlín, després lliurat a les autoritats soviètiques ocupants que més tard el van internar en un camp de Sachsenhausen; després de quatre anys de presó, va morir d'edema cerebral al voltant del 18 d'abril de 1949 i va ser enterrat en una fossa comuna al lloc del campament.